# Ibne Rassame
Ibne Rassame (lit. filho do artífice) foi um alquimista egípcio muçulmano, fabricante de telha e projetista de mosaico, que floresceu durante a dinastia Bahri mameluca (de 1250–1382).
Ibne Rassame é amplamente conhecido por ter inventado as técnicas através das quais ele obteve cobre de variedades da malaquita. Também descobriu o índigo pelo aquecimento de várias substâncias. Foi colega do químico Abul Asba ibne Tamame (d.1361).